# Slim Jim Phantom
Slim Jim Phantom (ur. 21 marca 1961 w Nowym Jorku jako James McDonnell) – amerykański perkusista i kompozytor, najbardziej znany jako członek zespołu Stray Cats, grającego w stylu rockabilly.

## Życiorys i kariera artystyczna
James McDonnell urodził się w Brooklynie (Nowy Jork). Grał na trąbce w szkolnym zespole muzycznym, ale zainteresowała go gra na perkusji. Podstawy gry opanował w sklepie muzycznym w Massapequa. W tym samym sklepie gry na gitarze i fortepianie uczył się Brian Setzer. Za zaoszczędzone pieniądze kupił w sklepie muzycznym prowadzonym w Nowym Jorku przez swojego ojca 4-częściowy zestaw perkusyjny marki Slingerland. Zaczął pobierać lekcje gry na tym instrumencie w studiu muzycznym Mouseya Alexandera, który grywał z takimi sławami jazzu jak: Benny Goodman, Red Norvo, Billie Holiday, Clark Terry i inni. Ze szkolnym kolegą Leonem Druckerem zaczął ćwiczyć sekcję rytmiczną. W szkole średniej obaj z zetknęli się z Brianem Setzerem, którego obaj znali jeszcze ze szkoły podstawowej. W 1979 roku wszyscy trzej zainteresowali się stylem i brzmieniem rockabilly a zwłaszcza takimi wykonawcami jak: Carl Perkins, Eddie Cochran i Buddy Holly. Postanowili założyć zespół, Stray Cats, który postawił sobie za cel odnowę stylu rockabilly. Muzycy świadomie chcieli zrobić coś innego i być inni od pozostałych zespołów. Wyrazem tego była rezygnacja podczas występów z tradycyjnego ustawienia perkusji z tyłu, a pozostałych muzyków z przodu. Slim Jim Phantom grał na perkusji stojąc, co było częstą praktyką w latach 50. Używał niewielkiego zestawu, ograniczonego do bębna, werbla i talerzy, wprowadzając przy tym elementy osobistego show. Taka postawa stanowiła też z jego strony rodzaj protestu przeciwko tym perkusistom, którzy stosowali rozbudowane zestawy perkusyjne, zajmujące jedną czwartą sceny. Zespół zadebiutował w klubach Nowego Jorku i okolic wykonując utwory rock and rollowe oraz własne kompozycje (głównie autorstwa Setzera), wzorowane na utworach takich wykonawców jak: Eddie Cochran, Carl Perkins, Gene Vincent i Buddy Holly. Zniechęcony chłodnym przyjęciem przeprowadził się w 1980 roku do Londynu. Tam klimat dla odradzającego się rockabilly był bardziej sprzyjający. Zespół dał serię koncertów w Londynie, a w 1981 roku wydał debiutancki album, Stray Cats. Spotkał się on z pozytywnym przyjęciem, co skłoniło muzyków do nagrania kolejnego albumu. Ten jednak został przyjęty chłodniej, wskutek czego zespół zdecydował się na powrót do Stanów Zjednoczonych. Tu 1982 roku nagrał swój debiutancki album, Built for Speed. W zespole jednak zaczęły narastać konflikty, które w 1984 roku doprowadziły do rozwiązania go przez lidera, Briana Setzera.
Poza grą w zespole Slim Jim Phantom dał się w latach 80. poznać w związku z małżeństwem ze szwedzką aktorką Britt Ekland. Byli małżeństwem przez kilka lat. Slim Jim Phantom i Lee Rocker założyli, wspólnie z gitarzystą Earlem Slickiem (znanym ze współpracy z Davidem Bowiem i Johnem Lennonem) zespół Phantom, Rocker & Slick, który nagrał dwa albumy: Phantom, Rocker & Slick (1985) i Cover Girl (1986). Debiutancki album pozostawał na amerykańskich listach przebojów przez sześć miesięcy, a singiel „Men Without Shame” trafił do pierwszej dziesiątki przebojów w rockowym radiu. Dobrze został przyjęty kolejny album tria, Cover Girl. W 1986 roku byli członkowie Stray Cats doszli do porozumienia i reaktywowali zespół. Wydali album Rock Therapy, który jednak sprzedawał się słabo. Zespół nagrał kilka kolejnych albumów, dawał też koncerty. Po wydaniu w 1993 roku albumu Original Cool rozwiązał się. W późniejszym okresie jeszcze kilkakrotnie wznawiał działalność by dawać koncerty, po czym przerywał ją.
Slim Jim Phantom i Lee Rocker razem z gitarzystą Dannym B. Harveyem utworzyli zespół Swing Cats. W latach 1999– 2002 wydali cztery albumy, z których najlepszy był Swing Cats, zawierający takie przeboje jak: „Tall Skinny Mama” i „Little Pig”.
W międzyczasie Slim Jim Phantom wspólnie z wokalistą Lemmym i gitarzystą Dannym B. Harveyem powołali do życia kolejny zespół, The Head Cat. Jego debiutancki album ukazał się w 2000 roku i ponownie w 2006. Zawierał przeboje wczesnej ery rock and rolla, w tym: „Not Fade Away” i „Peggy Sue Got Married” Buddy’ego Holly’ego, „Big River” Johnny’ego Casha i „Matchbox” Carla Perkinsa. Wydany w 2011 roku album Walk the Walk...Talk the Talk zawierał również covery: „You Can’t Do That” The Beatles, „Let It Rock” Chucka Berry’ego i „Crossroads” Roberta Johnsona, ale także dwie oryginalne piosenki zespołu: „The Eagle Flies On Friday” i „American Beat”. Slim Jim Phantom realizuje równolegle kilka innych projektów, w tym zespoły 13 Cats (debiut płytowy w 2003 roku), Dead Man Walking i Coler Parker oraz własny zespół Slim Jim's Phantom Trio z kontrabasistą Jonnym Rayem Bartelem i gitarzystą Mikiem Eldredem.

## Życie prywatne
W 1981 roku poznał szwedzka aktorkę Britt Ekland, z którą 21 marca 1984 roku, w dzień własnych urodzin, zawarł związek małżeński. W 1988 roku urodził im się syn, TJ. W 1992 roku para rozwiodła się.